# Flotilleadmiral
Flotilleadmiral ((spansk): flotilla for 'mindre flåde'; 'admiral for en mindre flåde') er en officersgrad i Søværnet over kommandør og under kontreadmiral. svarer til brigadegeneral i Hæren og Flyvevåbnet.
Chefen for Søværnets Taktiske Stab, stabschefen ved Søværnets Operative Kommando er begge kommandører, der midlertidigt er udnævnt til flotilleadmiraler og flagofficerer. Kommandører, der indgår i stabe i udlandet, bliver ligeledes midlertidigt udnævnt til flotilleadmiraler. Graden overspringes i den normale udnævnelsesrækkefølge. 
En Flotilleadmiral svarer til den traditionelle Royal Navy (Storbritannien) grad af Commodore, som også var en midlertidig grad, som blev givet til captains som fik kommandoen over en mindre flåde eller flotilla. Senere er Commodore dog blevet en permanent grad i Royal Navy.
- Flotilleadmiral